# Chamaebatiaria
Chamaebatiaria é um género botânico pertencente à família Rosaceae.
1. ↑  «Chamaebatiaria — World Flora Online». www.worldfloraonline.org. Consultado em 19 de agosto de 2020